# Santa Baby (Ariana Grande)
Santa Baby di Eartha Kitt e Henri René è stata reinterpretata dalle cantanti statunitensi Ariana Grande ed Elizabeth Gillies. Il duetto è stato poi pubblicato il 10 dicembre 2013 come secondo estratto dal primo EP natalizio della Grande Christmas Kisses.

## Tracce
Testi di Joan Javits, Philip Springer e Tony Springer. Musiche di Joan Javits, Philip Springer, Tony Springer, Antonio Dixon, Kenneth Edmonds e The Rascals.
1. Santa Baby (feat. Elizabeth Gillies) – 2:51

## Accoglienza
Il singolo ha ricevuto recensioni ampiamente positive dai critici musicali.
Jocelyn Vena di MTV ha apprezzato la versione di Grande di Santa Baby, confrontandola con la versione originale di Kitt.
Carolyn Menyes di Music Times l'ha classificata come la migliore canzone di Christmas Kisses , elogiando in modo particolare la sua produzione e la chimica tra Grande e Gillies. Tuttavia, Menyes ha ritenuto che il mix delle loro voci insieme avrebbe potuto essere migliorato.
Piedra di Billboard ha descritto la collaborazione come un "duetto divertente" e un' "esperienza senza pari".

## Classifiche
La collaborazione di Grande con Gillies ha avuto successo commerciale in diversi paesi, raggiungendo il numero 36 nella Holiday 100 negli Stati Uniti.
| Classifica                 | Posizione massima |
| -------------------------- | ----------------- |
| Australia                  | 77                |
| Repubblica Ceca            | 76                |
| Grecia                     | 90                |
| Ungheria                   | 29                |
| Paesi Bassi                | 53                |
| Portogallo                 | 77                |
| Slovacchia                 | 72                |
| Svezia                     | 15                |
| Regno Unito                | 155               |
| US Holiday 100 (Billboard) | 36                |